# Gråhaj
Gråhaj (Galeorhinus galeus) är en haj i familjen hundhajar.

## Utseende
Gråhajen är en slank haj med lång, konisk nos och stora, långsmala ögon. Den blir vanligtvis upp till 150 cm lång, men kan nå nästan 200 cm. Arten har korta bröstfenor och en bred, trubbig övre stjärtfenlob. Munnen är bågformad med likformiga, bladformiga tänder i båda käkarna. Främre ryggfenan är mycket större än den bakre, som är ungefär lika stor som analfenan. 
Hudtänderna har en tydlig mittås och spetsar, utom hos mycket unga individer. Färgen är grå eller gråbrun på ryggen och vit på buken. Unga hajar har svarta fen-spetsar och vita kanter på bröstfenorna.
Gråhajens storlek varier. I Medelhavet kan honor bli upp till 2 meter långa, medan längden vanligen är mindre i andra områden. IUCN anger mellan 1,2 och 1,35 meter för hanar, 1,3 till 1,4 (sällsynt 1,5) meter för honor.

## Utbredning
Arten förekommer vid merparten tempererade och subtropiska havskuster, dock inte i Asien. I Nordöstra Atlanten och Medelhavet förekommer den från södra Island och mellersta Norge och vidare söderut till Senegal. Arten finns också utanför södra Afrika, Australien (förutom vid nordkusten) och Nya Zeeland, utmed Sydamerika från Peru till södra Brasilien, och utmed Nordamerikas kust från British Columbia till Mexiko. Den förekommer mycket sällsynt i Skagerack och Kattegatt.

## Ekologi
Gråhajen är en aktiv och stark simmare som lever nära kusten, oftast nära bottnen men ibland också nära ytan. Den förekommer ensam eller i stim och rör sig på djup mellan 2 och 470 meter. Födan består främst av benfiskar, men även ryggradslösa djur, mer sällan andra hajar eller kadaver. Under höst och vinter vandrar den söderut från norra utbredningsområden. Vissa företar årliga flyttningar på upptill 2 500 km.
Gråhajen är vivipar, det vill säga att den föder levande ungar. Hanarna blir könsmogna vid 120–170 cm och honor vid 130–185 cm. I Australien sker detta vid 9 års ålder för hanar och 11 för honor. Kullstorleken varierar mellan 6 och 52 ungar, men europeiska honor får troligen högst 20. Dräktigheten varar i ett år, och ungarna är 30–40 cm vid födseln. Arten kan bli minst 22 år gammal, men den bedöms bli ungefär 40 år, med en maxålder på upp till 60 år.

## Gråhaj och människan

### Status och hot
Gråhajen bedöms som akut hotad (CR) och de främsta hoten utgörs av fiske, riktat och som bifångst – både industriellt, småskaligt och av fritidsfiskare – främst med bottengarn och långrev, men också i mindre utsträckning med trål och olika fällor. Den behålls oftast för köttet, fenorna och leveroljan. När den fångas som bifångst tas den oftast till vara, men om den släpps tillbaka varierar dödligheten beroende på redskap: från 2–73 % vid nätfiske och men oftast inga överlevande vid långrev. Gråhajen fångas främst för levern, ur vilken man får hajleverolja. Huden kan användas som slippapper. Köttet är ätligt, men anses inte som någon läckerhet.

### Namn
Sitt vetenskapliga namn Galeorhinus galeus härstammar från antingen från galeus, vilket under antiken var namnet på en del fiskar, däribland en hajart. Alternativt av grekiskans galeos, som betyder "vessla" och som i så fall kan syfta på ögonformen eller djurets snabbhet vid jakt. Dialektalt i Bohuslän har den kallats bethaj.